# ビームスプリッター
ビームスプリッター（英: Beam splitter）は、光束を複数方向（通例では2方向）に分割する光学分野の装置である。入射された光の一部ずつに対し、透過、反射、偏光成分の分離などを行う。光学ピックアップ、反射型液晶プロジェクタ、光通信機器、光子乱数発生器などに用いられる。反射光と透過光の強さがほぼ1:1のものをハーフミラーと呼ぶ。また、ある程度の面積をもつ板状のものをこう呼ぶ場合もある。

## 構造と応用
プリズム型、平面型、ウェッジ基板型がある。プリズム型は直角プリズムを2つ貼り合わせ、接合面には誘電体多層膜や金属薄膜のコーティングを施してあるタイプである（キューブビームスプリッター。下の例参照）。簡単なものは、薄いガラス膜でできている。
CDなどの光ディスク読み取り装置では、レーザー光をビームスプリッターを用いて反射層に当て、反射光を同じビームスプリッターで分離して光検出器に当てる。反射光を半導体レーザーに入射させないように、偏光ビームスプリッターと1/4波長板が用いられる。この際に反射層へのビームを複数に分け、トラッキング信号を得る場合もある。

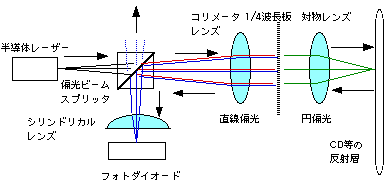
偏光ビームスプリッターの応用例: 光学ピックアップ

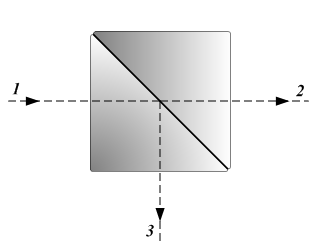
ビームスプリッターキューブの略図
1 - 入射光
2 - 50% 透過光
3 - 50% 反射光

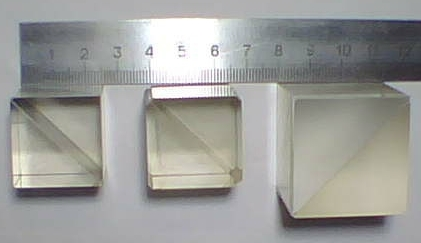
ビームスプリッターキューブ

可干渉光をビームスプリッターで2つに分けて2つの光路に通し、後に両者を干渉させると、光路長のわずかな差を検出できる（干渉計）。

## ハーフミラー
ハーフミラーはまた、対象者に気付かれずに観察する用途にも用いられる。例えば明るい室内の壁にハーフミラーを設置し、その陰の暗い部分にカメラを仕込むと、室内からはハーフミラーは通常の鏡に見え、暗い壁内のカメラは見えない。一方、カメラからは室内の様子が見える。乗車用ヘルメットの風防（シールド）や眼鏡のレンズ部分をハーフミラーに加工したものもある。ライダーの表情や眼鏡利用者の視線を相手に見せないようにすることができる。マジックミラーの項も参照。